# 帕吉昔单抗
帕吉昔单抗（INN：Pagibaximab）是一种嵌合单克隆抗体，用于预防低出生体重婴儿的葡萄球菌败血症。截至2010年3月，该药物尚在进行II/III期临床试验。